# Гргуревци
Гргуревци су насеље у општини Сремска Митровица, у Сремском округу, у Србији. Према попису из 2022. било је 880 становника.

## Природне одлике
Гргуревци су насељено место које се налази у средишњем делу јужног Фрушкогорја. Земљиште које припада атару Гргуреваца се простире правцем североисток-југозапад од око километар иза гребена Фрушке горе од насељених места Грабово и Баноштор на северу, па до граница атара места Лаћарак на југу. Западно се атар Гргуреваца граничи са атаром места Манђелос, а источно са атарима Шуљма и Великих Радинаца.

## Историја
Место је насељено још у римско доба. Остаци из овог раздобља то јасно потврђују.
У средњем веку су овде живели Мађари и они су подигли католички манастир Сент Грегор. Од њега је можда само остао један подрум у неизграђеном плацу. После косовске битке и нарочито пропасти српске средњовековне државе у Срем, па и у Гргуревце досељавају се Срби. Након пада Београда 1521. године и нарочито пропасти Мађарске државе у бици на Мохачу 1526. године у овом крају је знатан део становништва уништен од турске војске. Преостало мађарско становништво се повлачи далеко на север. Нови таласи насељавања Срба се дешавају тих година из правца Херцеговине преко Подриња и Колубаре ка Срему.
Срем постаје средином 16. века санџак, а Гргуревци седиште нахије тј. општине. По непоузданом Евлији Челебији су око две трећине становника до 1688. године били турски и босански муслимани, а трећина Срби хришћани. Након 1688. године се муслимани повлаче у Босну, а Срби се стављају на страну Аустрије и других војски које су протерале Турке из Панонске низије. Гргуревци као и већи део места на Фрушкој гори и ближој околини су дати у наследно власништво породици Одескалки.
У 18. веку су месни Срби успели саградити цркву Светог Архангела Гаврила, а до 1808. године и да јој унутрашњост уреде. 1815. године је у Гргуревцима боравио Вук Караџић и од непознате слепе жене забележио неколико народних песама међу којима су најпознатије “Косовка девојка” и “Смрт мајке Југовића”. У Гргуревцима је школа основана већ 1808. године. Од 1870. године у Гргуревце се досељавају из Бачке и околине Осијека, Немци. Било је у месту 1885. године пописано 1455 житеља, у склопу Ердевичког изборног среза. Почетком 20. века у Гргуревцима живи око 2.150 становника, од тога око 1.600 Срба и 550 Немаца. Већина становништва се бавила земљорадњом, воћарством, виноградарством и сточарством. Грб Гргуреваца био је општи српски грб са 4 оцила за разлику од осталих општина која су имала разне друге мотиве, а најчешће рало или лемеш.
У Првом светском рату су Гргуревчани били део војске Аустроугарске, али је немали број њих дезертирао или се крио по шумама. На почетку Другог светског рата је све било углавном мирно, а гргуревачки Немци су спречили хрватске усташе из Митровице да покрсте Србе у католицизам. Међутим већ годину дана касније због близине шуме на Фрушкој гори и достављања хране устаницима је дошло до сукоба на свим странама. Након покушаја немачке војске да нападне једну устаничку чету изнад села и њихових губитака од више војника и официра, 6. јуна 1942. године је немачка војска уз помоћ гргуревачких Немаца стрељала око 260 углавном мушкараца Срба и неколико жена. То је била највећа катастрофа у више векова историје Гргуреваца. Поред њих у борбама широм бивше Југославије погинуло је још око 140 гргуревачких Срба.
После рата Немци су се иселили у матицу. У Гргуревце су се доселили Срби из Босанске Крајине, углавном из околине Бањалуке (планина Чемерница), Добоја (крај Крњин), Дервенте (Осињски крај) и планине Требаве.

### Презимена
Уобичајена презимена становништва: Василић, Весић, Весковић, Возаревић, Вуковић, Видаковић, Галетар, Грабовачки, Дејановић, Ерак, Зарин, Зарић, Ивковић, Јовешковић, Јосимовић, Кнежевић, Крстић, Лаловић, Лођиновић, Мелентић, Мијатовић, Мишковић, Остојић, Павловић, Пауновић, Пенић, Перић, Перичин, Петковић, Попадић, Радосављевић, Ранитовић, Ристић, Санадровић, Симић, Станковић, Стојаковић, Тејић, Ћурчић, Ћорић, Удиловић, Црнић, Чарубџић, Шевић.

### Познате личности
- Марко Перичин Камењар
- Лазар Марковић Чађа
- Марко Аурелије Проб

## Демографија
У насељу Гргуревци живи 1050 пунолетних становника, а просечна старост становништва износи 40,7 година (38,4 код мушкараца и 43,0 код жена). У насељу има 492 домаћинства, а просечан број чланова по домаћинству је 2,67.
Ово насеље је великим делом насељено Србима (према попису из 2002. године), а у последња три пописа, примећен је пад у броју становника.
|  |

| Демографија | Демографија | Демографија |
| Година      | Становника  | Становника  |
| ----------- | ----------- | ----------- |
| 1900.       | 2.956       |             |
| 1910.       | 3.020       |             |
| 1921.       | 2.025       |             |
| 1931.       | 2.034       |             |
| 1948.       | 1.099       |             |
| 1953.       | 1.120       |             |
| 1961.       | 1.371       |             |
| 1971.       | 1.452       |             |
| 1981.       | 1.405       |             |
| 1991.       | 1.319       | 1.277       |
| 2002.       | 1.312       | 1.393       |
| 2011.       | 1.129       |             |

| Етнички састав према попису из 2002.‍ | Етнички састав према попису из 2002.‍ | Етнички састав према попису из 2002.‍ | Етнички састав према попису из 2002.‍ | Етнички састав према попису из 2002.‍ |
| ------------------------------------ | ------------------------------------ | ------------------------------------ | ------------------------------------ | ------------------------------------ |
|                                      |                                      |                                      |                                      |                                      |
| Срби                                 | Срби                                 |                                      | 1.243                                | 94,74%                               |
| Хрвати                               | Хрвати                               |                                      | 14                                   | 1,06%                                |
| Југословени                          | Југословени                          |                                      | 9                                    | 0,68%                                |
| Македонци                            | Македонци                            |                                      | 3                                    | 0,22%                                |
| Бошњаци                              | Бошњаци                              |                                      | 2                                    | 0,15%                                |
| Украјинци                            | Украјинци                            |                                      | 1                                    | 0,07%                                |
| Руси                                 | Руси                                 |                                      | 1                                    | 0,07%                                |
| Румуни                               | Румуни                               |                                      | 1                                    | 0,07%                                |
| Роми                                 | Роми                                 |                                      | 1                                    | 0,07%                                |
| Мађари                               | Мађари                               |                                      | 1                                    | 0,07%                                |
| Албанци                              | Албанци                              |                                      | 1                                    | 0,07%                                |
| непознато                            | непознато                            |                                      | 7                                    | 0,53%                                |

| Година пописа     | 1948. | 1953. | 1961. | 1971. | 1981. | 1991. | 2002. |
| ----------------- | ----- | ----- | ----- | ----- | ----- | ----- | ----- |
| Број домаћинстава | 350   | 348   | 404   | 466   | 428   | 443   | 492   |

| Број чланова      | 1   | 2   | 3  | 4  | 5  | 6  | 7 | 8 | 9 | 10 и више | Просек |
| ----------------- | --- | --- | -- | -- | -- | -- | - | - | - | --------- | ------ |
| Број домаћинстава | 109 | 147 | 98 | 96 | 26 | 11 | 5 | 0 | 0 | 0         | 2,67   |

| Пол    | Укупно | Неожењен/Неудата | Ожењен/Удата | Удовац/Удовица | Разведен/Разведена | Непознато |
| ------ | ------ | ---------------- | ------------ | -------------- | ------------------ | --------- |
| Мушки  | 542    | 186              | 314          | 30             | 10                 | 2         |
| Женски | 563    | 103              | 331          | 119            | 9                  | 1         |
| УКУПНО | 1.105  | 289              | 645          | 149            | 19                 | 3         |

| Пол    | Укупно                    | Пољопривреда, лов и шумарство | Рибарство                            | Вађење руде и камена | Прерађивачка индустрија       |
| ------ | ------------------------- | ----------------------------- | ------------------------------------ | -------------------- | ----------------------------- |
| Мушки  | 284                       | 114                           | 0                                    | 0                    | 61                            |
| Женски | 139                       | 75                            | 0                                    | 0                    | 18                            |
| УКУПНО | 423                       | 189                           | 0                                    | 0                    | 79                            |
| Пол    | Производња и снабдевање   | Грађевинарство                | Трговина                             | Хотели и ресторани   | Саобраћај, складиштење и везе |
| Мушки  | 3                         | 20                            | 17                                   | 3                    | 8                             |
| Женски | 1                         | 0                             | 10                                   | 3                    | 0                             |
| УКУПНО | 4                         | 20                            | 27                                   | 6                    | 8                             |
| Пол    | Финансијско посредовање   | Некретнине                    | Државна управа и одбрана             | Образовање           | Здравствени и социјални рад   |
| Мушки  | 1                         | 0                             | 22                                   | 3                    | 1                             |
| Женски | 0                         | 0                             | 7                                    | 4                    | 8                             |
| УКУПНО | 1                         | 0                             | 29                                   | 7                    | 9                             |
| Пол    | Остале услужне активности | Приватна домаћинства          | Екстериторијалне организације и тела | Непознато            | Непознато                     |
| Мушки  | 17                        | 0                             | 0                                    | 14                   | 14                            |
| Женски | 7                         | 0                             | 0                                    | 6                    | 6                             |
| УКУПНО | 24                        | 0                             | 0                                    | 20                   | 20                            |

## Привреда
Од краја 1980-их су у Гргуревцима основани: приватна “Мини млекара” и млин “Клас”, као и неколико других предузећа попут “Пробус”-а, фирме за трговину пољопривредним машинама и деловима или “Маки”, фирме за производњу хумуса глистењака. Основано је неколико малих трговачких и угоститељских радњи. Национални парк “Фрушка гора” управља и са око 650 хектара шуме у атару Гргуреваца. Пар десетина људи ради на разним пословима у том парку и туристичком насељу Летенка, које је преузела АП Војводина, а налази се исто тако у атару Гргуреваца.

## Знаменитости
Српска православна црква Светог архангела Гаврила у Гргуревцима је једини богослужбени храм у селу и под заштитом је државе као споменик културе од великог значаја.
У близини насеља налази се археолошки локалитет, такође под заштитом државе.
Грб села је представљен као грб Републике Србије. Црвени штит са сребрним крстом и 4 сребра оцила која подсећају на српски грб, за разлику од осталих уобичајених грбова сремских села на којима се налазе класје жита, рала итд.
Овде се налазе Етно кућа „Мајка Ангелина” и Гргуревачка пећина.